# Robert (Eu)

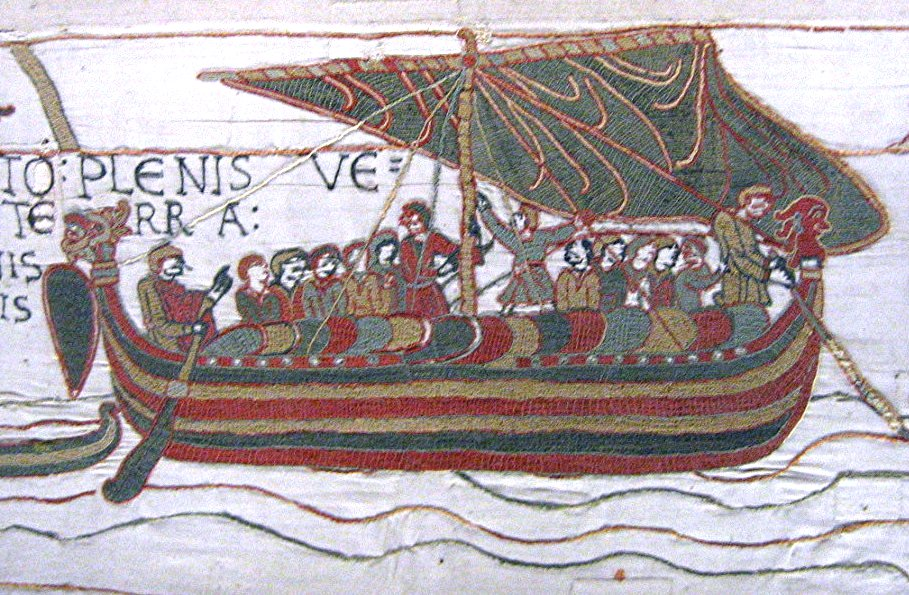
Robert stellt einen Teil der Flotte, die die zukünftigen Sieger der Schlacht von Hastings nach England übersetzen.

Robert von Eu († 1089/1093), Graf von Eu und Lord of Hastings, war ein anglonormannischer Baron.

## Leben
Robert war der Sohn und Nachfolger von Wilhelm I., Graf von Eu, und seiner Frau Lesceline. Es ist umstritten, ob er unmittelbar auf seinen Vater folgte, oder seinem Bruder Wilhelm Busac nach dessen Aufstand gegen Herzog Richard II., der mit Wilhelms Enteignung und Exilierung endete.

### Schlacht von Mortemer
Als König Heinrich I. von Frankreich 1054 mit einer Armee in die Normandie einfiel, schickte Herzog Wilhelm einen Teile seiner Streitkräfte gegen Eudes, den Bruder des Königs, unter der Führung von Robert von Eu und Gautier Giffard. Robert war somit einer der normannischen Kommandeure, die die französische Armee in Schlacht von Mortemer Ende 1054 vernichtend schlugen.

### Eroberung Englands
Er nahm mit 60 Schiffen an der Flotte teil, die die Landung und die normannische Eroberung Englands ermöglichten. Um 1068/1070 vertraute ihm Wilhelm der Eroberer die Rape von Hastings und der davon abhängigen Gebiete an, d. h. den Osten von Sussex, nachdem Onfroy de Tilleul, der Schwager von Hugues de Grandmesnil, eilig in die Normandie zurückgekehrt war. Das Domesday Book (Domesday Book) (1086) zeigt, dass in England Robert und sein Sohn Wilhelm Land in getrennten Grafschaften besaßen. Das Jahreseinkommens, das die Ländereien der beiden Männer erwirtschaften, beläuft sich auf rund 690 Pfund Sterling, womit sie aber nicht zur Spitzengruppe der reichsten Barone englischen Barone gehören.
1069 wurde er vom König gemeinsam mit Robert de Mortain beauftragt, die Dänen zu überwachen, deren Flotte, im Humber ankerte, während dieser den von Eadric Cild angezettelten Aufstand im Westen zu unterdrückte. Als die Dänen ihren Rückzugsort verließen, um die Nachbarschaft zu plündern, griffen die beiden Barone und ihre Armee sie unerwartet an und schlugen sie, wonach die Überlebenden gezwungen waren, auf dem Seeweg zu fliehen. (siehe auch Harrying of the North)
Nach dem Tod König Wilhelms schloss sich Robert von Eu zeitweise dessen Sohn Robert Curthose an, wandte sich aber, abgestoßen durch dessen Schwäche und Ausschweifungen, wie andere normannische Adlige auch, Wilhelm II. zu, dessen Soldaten er seine Burgen als Besatzung akzeptierte. Beim Versuch Wilhelms II. vom Februar 1091, die Normandie zu besetzen, gehörte er zu dessen Unterstützern. Er starb nach diesen Ereignissen und vor 1093, als sein Sohn bereits die Grafschaft regierte.
In seiner Frömmigkeit bedachte er die Kirche sein ganzes Leben mit Schenkungen, gab vor allem Grundbesitz an die Abtei Saint-Trinité du Mont in Rouen (1051). Als Witwer von Béatrix de Falaise heiratete er in zweiter Ehe Mathilde de Hauteville (1062–1094), Tochter von Roger I., Graf von Sizilien, und Judith von Évreux, Kusine zweiten Grades von Wilhelm dem Eroberer. Er verstieß sie jedoch 1080, woraufhin sie 1080 Raimund IV. von Toulouse († 1105) heiratete.
Zwischen 1057 und 1066 gründete er im Gedenken an seine erste Frau und auf Vorschlag des Herzogs Wilhelm und von Maurillius, Erzbischof von Rouen, die Abtei Saint-Michel de Tréport, in der er auch bestattet wurde.

## Familie
Aus seiner Ehe mit Béatrix, die vielleicht eine Schwester von Arlette de Falaise war, sind sechs Kinder bekannt:
- Wilhelm II., Graf von Eu und Lord of Hastings.
- Raoul, 1036 bezeugt, vor seinem Vater verstorben
- Robert, † 1149
- Armand d’Eu; ⚭ Béatrice, † 1100 (oder 1101), Tochter von Tankred von Hauteville (Hauteville (Adelsgeschlecht)) (Nachkommen: die Grafen von Montescaglioso)
- Eremburge, † nach 1087; ⚭ nach 1080 Roger I., Graf von Sizilien, † 22. Juni 1101 (Hauteville (Adelsgeschlecht))
- Condoha oder Condor, ⚭ 1058 Fulko, Graf von Angoulême, die Eltern von Wilhelm V. von Angoulême und Großeltern von Vulgrin II. von Angoulême.